# The Best Exotic Marigold Hotel
The Best Exotic Marigold Hotel is een Britse comedy-dramafilm uit 2012 die geregisseerd werd door John Madden. Het verhaal is gebaseerd op de roman These Foolish Things van Deborah Moggach. In 2015 werd het vervolg The Second Best Exotic Marigold Hotel uitgebracht.

## Synopsis
Een groep gepensioneerden laat zich overhalen om hun oude dag in een speciaal hotel in de Indiase stad Jaipur door te brengen.

## Rolverdeling
- Judi Dench - Evelyn Greenslade
- Tom Wilkinson - Graham Dashwood
- Bill Nighy - Douglas Ainslie
- Penelope Wilton - Jean Ainslie
- Maggie Smith - Muriel Donnelly
- Ronald Pickup - Norman Cousins
- Celia Imrie - Madge Hardcastle
- Ramona Márquez - kleindochter van Madge Hardcastle
- Gautam Paul Bhattacharjee - Dr. Ghujarapartidar
- Dev Patel - Sonny Kapur
- Diana Hardcastle - Carol
- Tena Desae - Sunaina
- Louise Brealey - kapster

## Trivia
- De opnames vonden plaats in Jaipur en Udaipur. Het hotel, dat een voormalig paleis is, staat in het dorp Khempur.